# Bukov (Ústí nad Labem)
Bukov je část statutárního a krajského města Ústí nad Labem v České republice, spadající pod městský obvod Ústí nad Labem-město. Nachází se na severozápadě města a jeho katastrální území, jehož součástí je i Masarykova nemocnice na Severní Terase, se rozkládá na území o rozloze 1,75 km². V roce 2011 zde trvale žilo 6305 obyvatel.

## Historie
Archeologické nálezy svědčí o osídlení v oblasti Bukova již v době kamenné. O založení osady nejsou záznamy. První zmínky pochází ze 14. století, kdy byla obec součástí všebořického panství. Osamostatnila se v roce 1363. Koncem století zde vzniká i vlastní tvrz. Vlastnictví Bukova se často měnilo. V roce 1640 ho získal Alexandr Regniers z Bleilebenu, který ho opět spojil se Všebořickým panstvím, jež vlastnil již dříve. Bukov po celou dobu byl zemědělsky zaměřenou vesnicí s nevelkým počtem stavení. Až v 17. a 18. století vznikají dva mlýny a panská cihelna. Díky prodeji rozdělených pozemků původního všebořického velkostatku koncem 18. století zde vznikla řada nových zemědělských usedlostí a přišlo nové obyvatelstvo z okolních vesnic nebo i ze Šluknovského výběžku.
Roku 1848 proběhla správní reforma, kdy se Bukov zbavil vrchnostenské správy a nabyl samostatnosti. V 19. století se zvyšuje počet obyvatel i domů vlivem rozvoje průmyslu v blízkém Ústí a dolů v oblasti Dělouše a Úžína. Koncem 19. století je pak Bukov především předměstím nedalekého města pouze s menšími vlastními továrnami. Byl zastavěn převážně rodinnými domky, vyšší se poté budovaly podél dnešní Masarykovy třídy. Roku 1893 se postavila nová škola, 1903 byla na Bukov zavedena tramvaj z Ústí, jejíž nákladní vagóny přepravovaly uhlí z Dělouše a roku 1907 zřízena vlastní pošta. K Ústí nad Labem byl Bukov připojen, stejně jako řada dalších, nacistickou správou roku 1939.

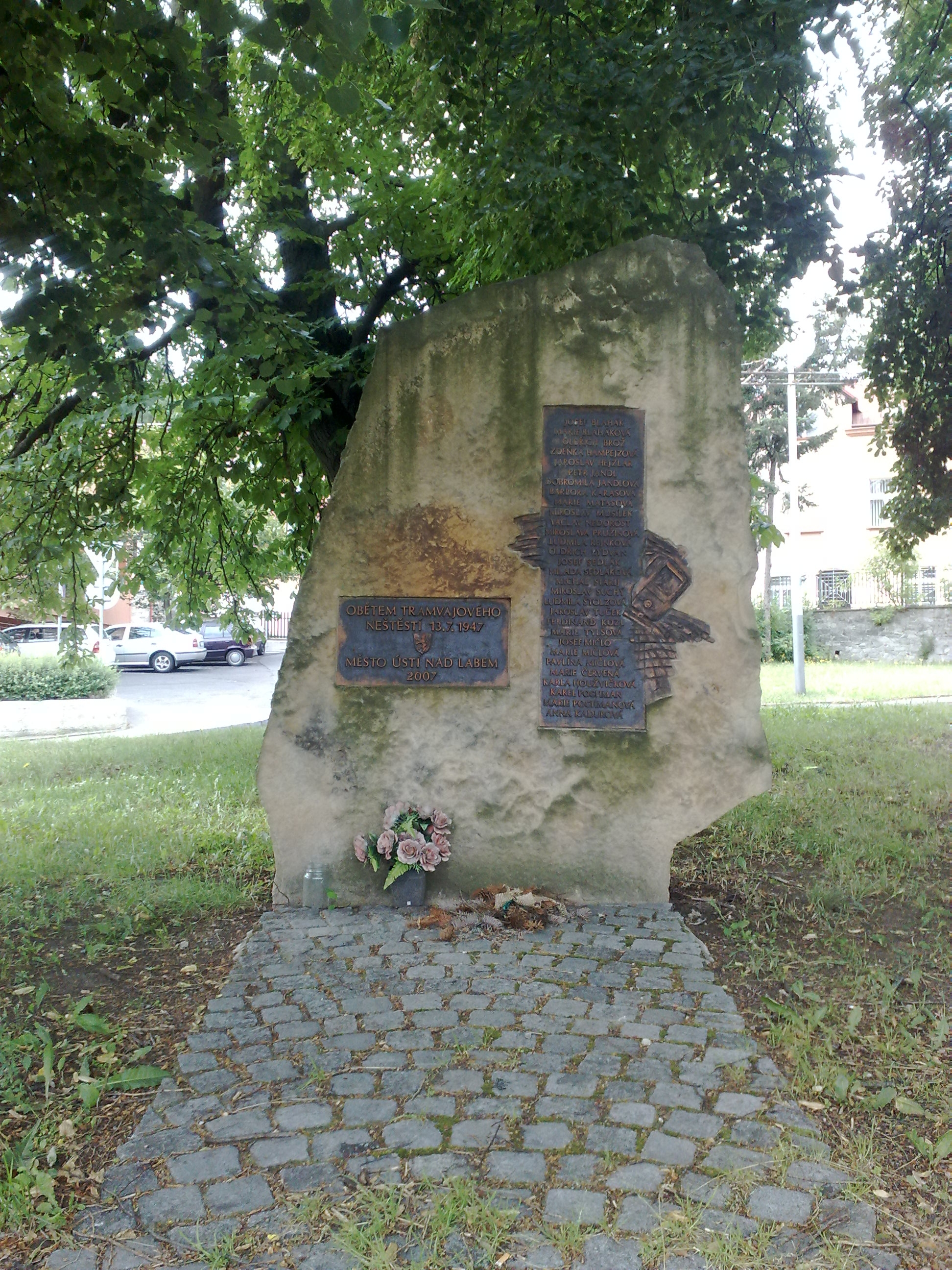
Pomník tramvajovému neštěstí

Po druhé světové válce bylo vysídleno německé obyvatelstvo, které i zde tvořilo v dřívějších dobách většinu. 13. července 1947 se zde stala tramvajová nehoda. Souprava, která vyjela přeplněná z Telnice lidmi směřujícími do města po 17. hodině většinu cesty nezastavovala. Až na zastávce v místě dnešní ulice Kapitána Jaroše se pokusil řidič zastavit, ale zjistil, že mu nefungují brzdy. Někteří cestující stihli vyskočit za jízdy, většina však pokračovala do zatáčky u tehdejšího kina Blaník, kde tramvaj za vysoké rychlosti vykolejila a narazila do sloupu elektrického vedení. Na místě zemřelo 25 lidí, dalších 7 v nemocnici. O tragédii se psalo jak po celé republice, tak i v zahraničí. O pět dní později se konalo veřejné rozloučení na Mírovém náměstí, kam přijela i vládní delegace.
Na začátku 60. let se začalo na Bukově stavět jedno z prvních panelových sídlišť v Ústí. Výstavba trvala tři roky a bylo vybudováno 1375 bytů. Další rok se dokončovaly objekty občanské vybavenosti. Práci vykonalo 200 lidí z ústeckého podniku Pozemních staveb. Toto spíše nízkopodlažní sídliště bylo později doplněno o několik vyšších budov. Od 70. let probíhala přestavba centrální části Bukova, byla postavena například budova Tranzitní ústředny spojů, kde po revoluci sídlí společnost O2, sídliště Vinařská nebo také některé dopravní stavby. V roce 1988 byla zahájena plošná demolice několika ulic v centru čtvrti a pokračovala do následujícího roku. Poslední budova v této části, škola nejdříve základní, poté soukromá ekonomická, byla zbořena v roce 1999. Uvolněný prostor částečně zaplnil nový domov důchodců a nové bytové objekty, ale většinou zůstal prázdný. Je zde již delší dobu plánovaná výstavba justičního paláce, který se však i přes položení základního kamene nezačal stavět.

## Přírodní poměry
Většina čtvrti se nachází v Klíšském údolí podle Klíšského potoka, který tudy prochází a vlévá se zde do něj Bílý potok. Na jihozápadě se nachází Střížovický vrch (342 m n. m.) sopečného původu. Na jihozápadě se pak nacházejí svahy Holoměře (294 m n. m.), kde se dříve nacházely vinohrady zrušené v 19. století. Podle nich je zde pojmenovaná ulice Vinařská.

## Obyvatelstvo
Při sčítání lidu v roce 1921 zde žilo 3 067 obyvatel (z toho 1 160 mužů), z nichž bylo 258 Čechoslováků, 2 721 Němců, osm Židů, tři příslušníci jiné národnosti a 77 cizinců. Většina se hlásila k římskokatolické církvi, ale žilo zde také 135 evangelíků, dva členové církve československé, 24 židů, dvanáct příslušníků nezjišťovaných církví a 117 lidí bez vyznání. Podle sčítání lidu z roku 1930 měla čtvrť 3 610 obyvatel: 385 Čechoslováků, 3 110 Němců, šestnáct Židů, jeden příslušník jiné národnosti a 98 cizinců. Stále převažovala římskokatolická většina. Počet evangelíků vzrostl na 185 a dále zde žilo 21 příslušníků církve československé, 32 židů, devatenáct členů jiných církví a 261 lidí bez vyznání.
| Rok            | 1830 | 1857 | 1869 | 1880 | 1890  | 1900  | 1910  | 1921  | 1930  | 1950  | 1961  | 1970  | 1980  | 1991  | 2001  | 2011  |
| -------------- | ---- | ---- | ---- | ---- | ----- | ----- | ----- | ----- | ----- | ----- | ----- | ----- | ----- | ----- | ----- | ----- |
| Počet obyvatel | 220  | 560  | 690  | 981  | 1 608 | 1 857 | 2 655 | 3 067 | 3 610 | 3 414 | 3 457 | 5 974 | 6 840 | 5 414 | 6 623 | 6 305 |
| Počet domů     | 40   | 88   | 96   | 129  | 167   | 192   | 241   | 285   | 355   | 447   | -     | 536   | 540   | 482   | 508   | 541   |

## Doprava
Středem čtvrti prochází Masarykova třída začínají v centru končící ve vedlejších Všebořicích vozovnou dopravního podniku. Dalšími významnými komunikacemi vycházejícími ze křižovatky v centru čtvrti zvané rondel jsou ulice Všebořická směřující k dálnici D8 a do Chlumce a ulice Božtěšická vedoucí do stejnojmenné čtvrti a na Severní Terasu. Obě tyto ulice jsou součástí silnice I/30.
Veřejná doprava je zajišťována dopravním podnikem města Ústí nad Labem a to pomocí trolejbusových linek čísel 54, 56, 60 a autobusových linek čísel 5, 11, 16 a 18.